# Leichtathletik-Weltmeisterschaften 2019/Teilnehmer (Slowakei)
| Gelbes Symbol für Goldmedaillen mit stilisierten Olympischen Ringen | Graues Symbol für Silbermedaillen mit stilisierten Olympischen Ringen | Braundes Symbol für Bronzemedaillen mit stilisierten Olympischen Ringen |
| ------------------------------------------------------------------- | --------------------------------------------------------------------- | ----------------------------------------------------------------------- |
| —                                                                   | —                                                                     | —                                                                       |

Der Leichtathletikverband der Slowakei nahm an den Leichtathletik-Weltmeisterschaften 2019 in Doha teil. Sechs Athletinnen und Athleten wurden vom slowakischen Verband nominiert.

## Ergebnisse

### Frauen

#### Laufdisziplinen
| Athletin             | Disziplin    | Vorlauf     | Vorlauf | Halbfinale | Halbfinale | Finale | Finale |
| Athletin             | Disziplin    | Zeit        | Platz   | Zeit       | Platz      | Zeit   | Platz  |
| -------------------- | ------------ | ----------- | ------- | ---------- | ---------- | ------ | ------ |
| Gabriela Gajanová    | 800 m        | 2:04,45 min | 36      | DNQ        | DNQ        | –      | –      |
| Stanislava Škvarková | 100 m Hürden | 13,44 s     | 31      | DNQ        | DNQ        | –      | –      |
| Mária Czaková        | 50 km Gehen  |             |         |            |            | DNF    | DNF    |

#### Sprung/Wurf
| Athletin         | Disziplin  | Qualifikation | Qualifikation | Finale     | Finale |
| Athletin         | Disziplin  | Weite/Höhe    | Platz         | Weite/Höhe | Platz  |
| ---------------- | ---------- | ------------- | ------------- | ---------- | ------ |
| Martina Hrašnová | Hammerwurf | 72,01 m       | 9             | 71,28 m    | 9      |

### Männer

#### Laufdisziplinen
| Athlet     | Disziplin   | Vorlauf | Vorlauf | Halbfinale | Halbfinale | Finale | Finale |
| Athlet     | Disziplin   | Zeit    | Platz   | Zeit       | Platz      | Zeit   | Platz  |
| ---------- | ----------- | ------- | ------- | ---------- | ---------- | ------ | ------ |
| Matej Tóth | 50 km Gehen |         |         |            |            | DNF    | DNF    |

#### Sprung/Wurf
| Athlet          | Disziplin  | Qualifikation | Qualifikation | Finale     | Finale |
| Athlet          | Disziplin  | Weite/Höhe    | Platz         | Weite/Höhe | Platz  |
| --------------- | ---------- | ------------- | ------------- | ---------- | ------ |
| Marcel Lomnický | Hammerwurf | 73,51 m       | 18            | DNQ        | DNQ    |